# Letícia Oro Melo
Letícia Oro Melo (5 de octubre de 1997) es una deportista brasileña que compite en atletismo. Ganó una medalla de bronce en el Campeonato Mundial de Atletismo de 2022, en la prueba de salto de longitud.

## Carrera
En 2012, cuando tenía 13 años, compitió en pruebas de velocidad en la pista, como 100 y 200 metros, pero ingresó a la lista de saltadores del campeonato estatal de Santa Catarina solo para completar la disputa, donde terminó ganando la competencia. récord y el título, con un salto de 5,59 m.
Fue campeona sudamericana sub-18 en 2014 y sub-20 en 2015.
Melo ganó el salto de longitud en el Campeonato Sudamericano de Atletismo de 2021 con un nuevo mejor salto personal de 6,63 m.
Tenía una grave lesión en la rodilla, sufrida en diciembre de 2021, cuando se desgarró el ligamento cruzado y estuvo siete meses fuera de competición. Su regreso fue en el Trofeo Brasil, el 27 de junio de 2022, donde fue campeona del torneo, y fue seleccionada para el Campeonato Mundial de Atletismo de 2022.
En julio de 2022, en el Campeonato Mundial de Atletismo de 2022, llegó a la final con su último salto en la serie de clasificación, que con 6,64 m fue una nueva marca personal. Posteriormente, obtuvo la medalla de bronce, con un salto de 6,89 m. Superó su mejor salto de su carrera por 25 cm para obtener el bronce. Fue la primera medalla de un brasileño en la historia de este evento en Campeonatos del Mundo.

## Palmarés internacional
| Campeonato Mundial | Campeonato Mundial      | Campeonato Mundial | Campeonato Mundial |
| Año                | Lugar                   | Medalla            | Prueba             |
| ------------------ | ----------------------- | ------------------ | ------------------ |
| 2022               | Eugene (Estados Unidos) | Medalla de bronce  | Salto de longitud  |